# Папагаји
Папагаји (лат. Psittaciformes) су ред птица коме припадају 372 врсте у 86 родова. Овај ред се дели у три породице: Psittacidae (прави папагаји), Cacatuidae (какадуи) и Strigopidae (новозеландски папагаји).

## Распрострањеност
Папагаји живе у свим тропским и суптропским подручјима, као што су: Аустралија, Океанија, јужна и Југоисточна Азија, јужни делови Северне Америке, Јужна Америка и Африка. Неке врсте обитавају у умереном подручју јужне хемисфере. Највећа биолошка разноврсност присутна је у Јужној Америци, Новој Гвинеји и Аустралији.

## Особине
За овај животињски ред карактеристични су јак закривљен кљун прилагођен великом броју активности, усправан став и јаке ноге са зигодактилним стопалима. Велики број врста приноси храну стопалом до кљуна, што је код других птица редак изузетак. Већина папагаја су углавном зелени, док су неке врсте шарене. Какадуи имају покретну кресту од перја на врху главе и по боји варирају од претежно беле до претежно црне. Код већине папагаја није видљива разлика између женки и мужјака, или је она минимална.
Што се тиче величине, ово је најразноврснија класа птица. Једна врста пигмејског папагаја је типично дуга око 8 сантиметара и тежи мање од 10 грама. Хијацинтна ара дуга је око 1 метар и тежи 4 килограма.
Папагаји се хране семеном, орасима, воћем, изданцима и другом биљном храном. Неке врсте се хране инсектима и малим животињама. Лорији су потпородица папагаја који су специјализовани за исхрану цветним нектаром и меким воћем. Скоро сви папагаји се гнезде у шупљинама стабала, полажу бела јаја из којих се легу птићи којима је неопходна нега.
Папагаји спадају у најинтелигентније врсте птица. Неке врсте имају способност да имитирају људски глас, што их чини популарним кућним љубимцима. Трговина папагајима, губитак природног станишта, конкуренција других врста и лов угрожавају популације папагаја у дивљини. Сматра се да је ова класа птица најексплоатисанија од свих класа птица.

## Систематика

### Родови
- -{[[Vini Lesson, 1833}-